# Empik prezentuje dobre piosenki
Empik prezentuje dobre piosenki – seria wydawnicza sieci Empik oraz Agencji Artystycznej MTJ. Do 2016 roku ukazało się ponad 20 tytułów z serii.

## Wydania
| Empik prezentuje dobre piosenki: Bułat Okudżawa zaśpiewany |
| --- |
| 1. Magda Umer – „Ach Panie, Panowie” 2. Sława Przybylska – „Czarny Kot” 3. Iwona Loranc – „Malarze” 4. Piotr Kajetan Matczuk – „Piosenka o robaku” 5. Stanisława Celińska – „Majster Grisza” 6. Evgen Malinowski – „Pożegnanie podchorążych” 7. Zbigniew Zamachowski i Piotr Machalica – „Za dzień mój ślub” 8. Marian Opania – „Francois Villon (Modlitwa)” 9. Piotr Machalica – „A jednak żal” 10. Wiktor Zborowski – „Piosenka o królu (live)” 11. Iwona Loranc – „Pieśń gruzińska” 12. Marek Andrzejewski – „Smoleńska Droga” 13. Piotr Machalica – „Trzy miłości” 14. Beata Jankowska-Tzimas – „O zmierzchu” 15. Sława Przybylska – „Piosenka o żołnierskich butach” 16. Piotr Kajetan – „Pożegnanie Polski” 17. Marian Opania – „Trzy siostry” 18. Sława Przybylska – „Balonik” 19. Tadeusz Ross – „Wybaczcie piechocie” 20. Sława Przybylska – „Ostatni trolejbus” 21. Andrzej Poniedzielski – „Trzy pytania” 22. Natalia Sikora – „Francois Villon (Modlitwa)” (utwór dodatkowy) |

| Empik prezentuje dobre piosenki: Jaromir Nohavica zaśpiewany |
| --- |
| 1. Mirosław Czyżykiewicz – „Myszka Miki (Mikymauz)” 2. Zbigniew Zamachowski, Grupa MoCarta – „Na stacji Jerzego z Podebtrad (Stanice Jiřího z Poděbrad)” 3. Iwona Loranc – „Babilon (Babylon)” 4. Marian Opania – „Zabłądziła moja łódź (Zbloudilý koráb)” 5. Antoni Muracki – „Na schodkach fontanny (Na zídce stare kaąny)” 6. Wojciech Gęsicki – „Przebiśnieg (Sněženky)” 7. Andrzej Sikorowski – „Przyjaciel (Přítel)” 8. Czerwony Tulipan – „Kometa (Kometa)” 9. Tadeusz Woźniak – „Mam ledwie bliznę (Mám jizvu na rtu)” 10. Wolna Grupa Bukowina – „Robinson (Robinson)” 11. Antoni Muracki – „Niczym długa cienka struna (Dlouhá tenká struna)” 12. Tomasz Wachnowski – „Bohater albo Tchórz (Hrdina nebo dezertér)” 13. Iwona Loranc – „Darmodziej (Darmoděj)” 14. Alicja Pyziak – „Plebs blues (Plebs blues)” 15. Wojciech Gęsicki – „Krajobraz po bitwie (Krajina po bitvě)” 16. Czerwony Tulipan – „Sarajewo (Sarajevo)” 17. Antoni Muracki – „Przeszłość (Minulost)” 18. Piramidy – „Kiedy brali mnie do wojska (Když mě brali za wojaka)” 19. Akurat – „Danse Macabre (Danse macabre)” 20. Iwona Loranc – „Moje smutne serce (Moje smutne srdce)” 21. Marian Opania – „Panie mój (Litanie u konce století)” 22. Zbigniew Zamachowski, Grupa MoCarta – „Temat tabu czyli ballada o jamniku (Tabu nebobalada o jamniku)” |

| Empik prezentuje dobre piosenki: Agnieszka Osiecka zaśpiewana |
| --- |
| 1. Krystyna Janda – „Na zakręcie” 2. Stanisława Celińska – „Nie żałuję” 3. Maryla Rodowicz – „Byłam sama jestem sama” 4. Magda Umer – „Miłość w Portofino” 5. Stan Borys – „Dziś prawdziwych Cyganów już nie ma” 6. Iwona Loranc – „W żółtych płomieniach liści” 7. Ewa Błaszczyk – „Orszaki, dworaki” 8. Mirosław Czyżykiewicz – „Niepokój” 9. Trzeci Oddech Kaczuchy – „Piosenka o okularnikach” 10. Zbigniew Zamachowski – „Umrzeć dla kobiety” 11. Joanna Lewandowska – „Czantoria” 12. Jacek Bończyk – „Miłość” 13. Piotr Fronczewski – „Zamienię księżyc na parę butów” 14. Bogusław Mec – „Nim wstanie dzień” 15. Czerwony Tulipan – „Nie spoczniemy” 16. Dominika Barabas – „Ja z podróży” 17. Krystyna Tkacz – „Jeżeli miłość jest” 18. Magdalena Kumorek – „Sama chciała” 19. Magda Umer – „Oczy tej małej” |

| Empik prezentuje dobre piosenki: Julian Tuwim zaśpiewany |
| --- |
| 1. Kinga Preis – „Grande Valse Brillante” 2. Magdalena Kumorek – „Pokoik na Hożej” 3. Grzegorz Turnau – „Pomarańcze i mandarynki” 4. Katarzyna Groniec – „Tomaszów” 5. Agnieszka Kowalska & Agnieszka Semik – „U sąsiada” 6. Jakub Pawlak – „Wyratuj ty mnie z męki” 7. Magdalena Kumorek – „Miłość Ci wszystko wybaczy” 8. Hanka Ordonówna – „Ja śpiewam piosenki” 9. Czerwony Tulipan – „A jeżeli” 10. Stan Borys – „Niczyj” 11. Adolf Dymsza – „To jest Wacuś” 12. Cezary Studniak – „Raport” 13. Katarzyna Groniec – „Nasza jest noc” 14. Piotr Woźniak – „Motyle” 15. Orkiestra z Chmielnej – „Małgorzatka” 16. Jacek Bończyk – „Bal w operze” 17. Kobranocka – „Wspomnienie” 18. Kilersi – „Dyzio Marzyciel” 19. Piotr Woźniak – „Rewanż sentymentalny” 20. Stanisława Celińska – „Grande Valse Brillante” |

| Empik prezentuje dobre piosenki: Wojciech Młynarski zaśpiewany |
| --- |
| 1. Wiktor Zborowski – „Alkoholicy z mojej ulicy” 2. Piotr Machalica – „Nie ma jak u Mamy” 3. Marian Opania – „Ogrzej Mnie” 4. Piotr Fronczewski – „Przedostatni walc” 5. Wiktor Zborowski – „Przystanek koło zoo” 6. Marian Opania – „Siedzę w oknie patrzę w dal” 7. Joanna Liszowska – „Spóźniłam się na mój ślub” 8. Zbigniew Zamachowski – „Tak Malował Pan Chagall” 9. Joanna Liszowska – „Z kim tak ci będzie źle jak ze mną” 10. Maciej Stuhr – „Żniwna Dziewczyna” 11. Zbigniew Zborowski – „La valse du mal” 12. Michał Bajor – „"Błędny rycerz” 13. Michał Bajor – „Ogrzej mnie” 14. Jerzy Połomski – „ Idź swoją drogą” 15. Magda Umer – „Artysty smutny Walc” 16. Krzysztof Tyniec – „Laleczka” 17. Zbigniew Wodecki – „Lubię wracać tam gdzie byłem” |

| Empik prezentuje dobre piosenki: Leonard Cohen zaśpiewany |
| --- |
| 1. Magda Umer – „Słynny niebieski prochowiec” 2. Maciej Zembaty – „Tańcz mnie po miłości kres” 3. Maciej Zembaty – „Alleluja” 4. Roman Kołakowski – „Zuzanna” 5. Maciej Zembaty – „Ptak na drucie” 6. Maciej Zembaty – „Rzeźnik” 7. Maciej Zembaty – „Lover, Lover” 8. Oddział Otwarty & Elżbieta Dębska – „Maleńki, nie wolno się żegnać w ten sposób” 9. Maciej Zembaty – „Partyzant” 10. Maciej Zembaty – „Kto w płomieniach?” 11. Maciej Zembaty – „Okno” 12. Michał Łanuszka – „Jestem twój” 13. Maciej Zembaty – „Lawina” 14. Maciej Zembaty – „Dzisiaj tu, jutro tam” 15. Projekt Volodia – „Wspomnienia” 16. Maciej Zembaty – „Manhattan” 17. Maciej Zembaty – „Siostry Miłosierdzia” 18. Maciej Miecznikowski – „Jeśli wola Twa” 19. Andrzej Poniedzielski – „Tęsknij” 20. Julia Zalewska – „Alleluja” |

| Empik prezentuje dobre piosenki: Jacek Kaczmarski zaśpiewany |
| --- |
| 1. Mirosław Baka, W. Brzeziński, Joanna Lewandowska – „Stary poeta drzemie” 2. Joanna Lewandowska – „Czerwony autobus 56” 3. Marcin Rychcik – „Mury” 4. Dorota Osińska – „Iskry I łzy” 5. Mirosław Czyżykiewicz, Jacek Bończyk, H. F. Tabęcki – „Stworzenie świata” 6. Czerwony Tulipan – „Powrót” 7. Jacek Bończyk – „Modlitwa o wschodzie słońca” 8. Maria Meyer – „Poczekalnia” 9. Marcin Rychcik – „Obława” 10. Maria Mayer – „Pompeja” 11. Robert Talarczyk – „Nasza Klasa” 12. Trio Łódzko Chojnackie – „Powrót z Syberii” 13. Mirosław Czyżykiewicz, Jacek Bończyk, H. F. Tabęcki – „Wygnanie z Raju” 14. Jacek Bończyk – „Opowieść pewnego emigranta” 15. Jacek Wójcicki – „A my nie chcemy” 16. Habakuk – „Krajobraz po uczcie” 17. Róża Miczko – „Krzyk” 18. Jacek Bończyk – „Oddział chorych na raka” |

| Empik prezentuje dobre piosenki: Konstanty Ildefons Gałczyński zaśpiewany |
| --- |
| 1. Mieczysław Fogg – Wielka radość w Warszawie” 2. Magda Umer – „Ocalić od zapomienia” 3. Adam Drąg – „Ech muzyka, muzyka” 4. Jacek Bończyk – „Śmierć poety” 5. Małgorzata Abramowicz – „Ballada o dwóch siostrach” 6. Wyspy Dobrej Nadziei – „Cóżem winien” 7. Do Góry Dnem – „Małe kino” 8. Grupa MoCarta, Jacek Bończyk, Kameleon – „Romanca o trzech siostrach emigrantkach” 9. Edward Dziewoński – „Na fajfokloku” 10. Jacek Wójcik – „Sekretarka” 11. Stanisława Celińska – „Wszystko się chwieje” 12. Ewa Małas-Godlewska – „Szfirowa Romanca” 13. Magda Umer – „Deszcz” 14. Piotr Święcicki – „Ech, muzyka, muzyka” 15. Państwowy Zespół Ludowy Pieśni i Tańca „Mazowsze” – „Ukochany kraj” |

| Empik prezentuje dobre piosenki: Jeremi Przybora zaśpiewany |
| --- |
| 1. Jan Kobuszewski, Piotr Machalica, Paweł Wawrzecki – „Zwracam Panu Klementynę” 2. Grzegorz Turnau – Moja dziewuszka nie ma serduszka3. Piotr Machalica – „Jej widok mnie pozbawił tchu” 3. Justyna Steczkowska & Maciej Maleńczuk – „Na ryby” 4. Magda Umer – „Jak zatrzymać tę chwilę” 5. Kayah – „Panienka z temperamentem” 6. Maria Pakulnis – „Prysły zmysły” 7. Maciej Maleńczuk & Paweł Kukiz – „Tanie dranie” 8. Jerzy Satanowski – „Zapomniałem” 9. Justyna Steczkowska & Maciej Maleńczuk – „Upiorny twist” 10. Aurelia Luśnia – „Ubóstwiam drakę / Le Rififi” 11. Kuba Pawlak – „Kapturek ‘62” 12. Kamila Klimczak – „Garden party” 13. Renata Przemyk – „Bo we mnie jest sex” 14. Piotr Machalica, Zbigniew Zamachowski – „Jeżeli kochać to nie indywidualnie” 15. Magda Umer – „Zmierzch” 16. Andrzej Poniedzielski, Dorota Nowakowska – „Jak ten śnieg pada / Tombe la neige” 17. Magda Umer – „Na całej połaci śnieg” |

| Empik prezentuje dobre piosenki: Włodzimierz Wysocki zaśpiewany |
| --- |
| 1. Mirosław Czyżykiewicz – „Konie narowiste” 2. Marek Andrzejewski – „Babie lato” 3. Adam Nowak – „Gdyby wódkę pić sam człowiek mógł” 4. Marian Opania – „Bokser” 5. Mirosław Baka – „Piosenka o przyjacielu” 6. Paweł Kukiz, Aleksandr Domogarow – „Taganka” 7. Roman Kołakowski – „Dzień urodzin porucznika Milicji w restauracji “Berlin”” 8. Mariusz Kilian – „Gimnastyka” 9. Jacek Kaczmarski – „Obława” 10. Wiktor Zborowski – „Łaźnia” 11. Adam Nowak – „Moskwa – Odessa” 12. Elżbieta Okupska – „Nie lubię” 13. Roman Kołakowski – „Piosenka o nutach” 14. Marian Opania – „Skoczek wzwyż” 15. Artur Barciś – „Miszka Szyfman” 16. Wojciech Brzeziński, Karolina Bratz-Brzezińska – „Rozmowa przed telewizorem” 17. Projket Volodia – „Milicyjny protokół” 18. Mariusz Kilian – „Trójkąt Bermudzki” 19. Evgen Malinovskiy – „O Wołodi Wysockim” 20. Artur Święs – „Epitafium dla Włodzimierza Wysockiego” |

| Empik prezentuje dobre piosenki: George Brassens zaśpiewany |
| --- |
| 1. Edward Stachura – „Parasol” 2. Jacek Bończyk – „Złe Zioło” 3. Zespół Reprezentacyjny – „Jestem mały miś” 4. Jarosław Ziętek – „Grabarz” 5. Iwona Nasiłowska – „Mamo, tato” 6. Zespół Reprezentacyjny – „Król” 7. Justyna Bacz – „Ballada do księżyca” 8. Jacek Bończyk – „Trąbeczko, ty imię me sław” 9. Zespół Reprezentacyjny – „Goryl” 10. Zespół Reprezentacyjny – „Kaczusia Piotrusia” 11. Jacek Bończyk – „Jak ktoś jest żłób – będzie żłób” 12. Zespół Reprezentacyjny – „Niemal wszystkie” 13. Marek Lewandowski – „Piosenka o Marysi” 14. Justyna Bacz – „Wiatr” 15. Justyna Bacz – „Penelopa” 16. Zespół Reprezentacyjny – „Skarga dziewcząt uciesznych” 17. Jacek Bończyk – „Jak laleczka” 18. Maciej Miecznikowski i Jarosław Ziętek – „Tyle krzywd i taki ładny biust” 19. Edward Stachura – „Ballada dla Owerniaka” |

| Empik prezentuje dobre piosenki: Jacques Brel zaśpiewany |
| --- |
| 1. Marian Opania – „Cukierki” 2. Andrzej Poniedzielski – „Nie opuszczaj mnie” 3. Mirosław Czyżykiewicz – „Dobry Bóg” 4. Maciej Maleńczuk – „La... La... La... La... La... La...” 5. Marian Opania – „Amsterdam” 6. Leszek Długosz – „Czułość” 7. Piotr Rogucki – „Pożegnanie” 8. Piotr Krupa – „Przepraszam” 9. Marian Opania – „Burżuje” 10. Iwona Nasiłowska – „Dobrze mi” 11. Piotr Krupa – „Jak zabić gacha żony swej” 12. Mirosław Baka – „Na markizach” 13. Radosław Elis – „Gaz” 14. Piotr Krupa – „Ja, nocy letniej sen” 15. Łukasz Żurek – „Zalany w pestek sześć” 16. Jacek Bończyk – „Następny” 17. Wiktor Zborowski – „Flamandowie” 18. Roman Kołakowski – „Piosenka starych kochanków” 19. Jarosław Wasik – „Nienawiść” 20. Krystyna Tkacz – „Miłość i więcej nic” 21. Dorota Wasilewska – „Tam na placu” 22. Edyta Jungowska – „Nie opuszczaj mnie” |

| Empik prezentuje dobre piosenki: Nick Cave zaśpiewany |
| --- |
| 1. Wojciech Waglewski – „Krwawa prawa dłoń” 2. Stanisław Soyka, Nick Cave – „W moich ramionach” 3. Natalia Sikora – „Czarne włosy” 4. Jacek Bończyk – „Daleko stąd” 5. Mariusz Drężek – „Bar O’Malleya” 6. Wiktoria Gorodecka, Jacek Beler – „Henry Lee” 7. Roman Kołakowski – „Kaplica Brompton” 8. Olga Omeljaniec – „Chwiejny Lee” 9. Jacek Bończyk – „Ścigany” 10. Stanisław Soyka, Nick Cave – „Pieśń płaczu” 11. Wojciech Brzeziński – „Ludzie niedobrzy są” 12. Kinga Preis – „Przekleństwo Millhaven” 13. Jacek Bończyk – „Statki” 14. Natalia Sikora – „Trup Joe” 15. Grzegorz Kwiecień, Daniel Salman, Wiktoria Gorodeckaja, Wojan Trocki – „Tam, gdzie rosną dzikie róże” |

| Empik prezentuje dobre piosenki: Edward Stachura zaśpiewany |
| --- |
| 1. Piotr Machalica – „Opadły mgły, wstaje nowy dzień” 2. Magda Umer, Jerzy Satanowski – „Posłuchaj” 3. Mirosław Czyżykiewicz – „Życie to nie teatr” 4. Jerzy Satanowski – „Narodziny świata” 5. Natalia Sikora – „Dookoła mgła” 6. Jerzy Satanowski – „Minęło wiele miesięcy” 7. Marek Andrzejewski – „Przystępuję do Ciebie na wskroś” 8. Sławomir Zygmunt – „Czas płynie i zabija rany” 9. Mariusz Lubomski & Uczestnicy Warsztatów Imienia Edwarda Stachury – „Nie rozdziobią nas kruki” 10. Jan Janga-Tomaszewski – „Piosenka dla Rafała Urbana” 11. Piotr Selim i Lubelska Federacja Bardów – „Opadają nam liście z drzew” 12. Justyna Kuśmierczyk – „Piosenka dla robotnika rannej zmiany” 13. Jan Janga-Tomaszewski – „Czy warto” 14. Chwila Nieuwagi – „Błogo bardzo sławić będę ten dzień” 15. Sławomir Zygmunt – „Na błękicie jest polana” 16. Piotr Selim i Lubelska Federacją Bardów – „Po ogrodzie niech hula szarańcza” 17. Magda Umer – „I ciągle dal” 18. Jan Kondrak – „Tak” 19. Jerzy Satanowski – Biała lokomotywa” |

| Empik prezentuje dobre piosenki: Tom Waits zaśpiewany |
| --- |
| 1. Kazik Staszewski – „Rozpacz płynie rzeką przez świat” 2. Projekt Volodia i Teatr Piosenki – W brzuchu wieloryba” 3. Konrad Imiela – „Rozmowy u fryzjera” 4. Mirosław Baka – „Czekając na wczoraj” 5. Natalia Sikora – „Deszczowe psy” 6. Paweł Steczkowski – „Czarne skrzydła” 7. Monika Węgiel – „Część, której masz już dość” 8. Krzysztof Antkowiak – „No, klaszcz!” 9. Iwona Loranc – „Dno” 10. Aro Kłusowski – „Mały Matty Grove” 11. Maria Sadowska – „Ja wiem, że ktoś mnie odmienił” 12. Wojan Trocki – „Blue valentines” 13. Paweł Kowalski – „Niewinna, kiedy śni” 14. Kagyuma – „W głębokim dole” 15. Projekt Volodia – „Bóg wyjechał w interesach” 16. Sławomir Grzymek – „Rybi puzon” 17. Małgorzata Abramowicz – „W Koloseum świata” 18. Grzegorz Bukowski – „Tuż za oknem mym” 19. Agata Klimczak – „Tańcząc z Matyldą” |

| Empik prezentuje dobre piosenki: Andrzej Poniedzielski zaśpiewany |
| --- |
| 1. Stanisław Soyka – „Wywar z przywar” 2. Elżbieta Adamiak – „Do Wenecji stąd dalej co dzień” 3. Dorota Nowakowska, Halina Łabonarska, Jan J. Tomaszewski – „Jak to Bóg” 4. Jakub Blokesz – „Bawitko” 5. Jolanta Majchrzak – „Marzenie” 6. Edyta Geppert – „Sentymentu mgła” 7. Małgorzata Wojciechowska – „Szumi czas” 8. Barbara Gąsienica – Giewont – „Manny gram” 9. Dorota Stalińska – „Piosenka dla mamy” 10. Anna Treter – „To już tyle, tyle lat” 11. Magda Umer – „O miłość” 12. Grzegorz Turnau – „Wiem” 13. Magda Umer – „Czasem tak się zdarza” 14. Dorota Stalińska – „Pilnujmy marzeń” 15. Dorota Nowakowska, Halina Łabonarska, Jan J. Tomaszewski – „Ojcze krawcze nasz” 16. Jolanta Majchrzak – „Nie śpiewam, nie tańczę” 17. Elżbieta Adamiak – „Punkt widzenia” 18. Jakub Blokesz – „O piosenkach piosenka” 19. Marian Opania – „Kiedy i mnie sieknie” |

| Empik prezentuje dobre piosenki: Stanisław Staszewski zaśpiewany |
| --- |
| 1. Kazik Staszewski, Kult – „Celina” 2. Zbigniew Zamachowski, Grupa MoCarta – „Baranek” 3. Natalia Sikora, Bartłomiej Krauz – „Kochaj mnie” 4. Jacek Bończyk – „Notoryczna narzeczona” 5. Małgorzata Abramowicz – „Dziewczyna się bała pogrzebów” 6. Roman Kołakowski – „Knajpa morderców” 7. Agata Klimczak – „W czarnej urnie” 8. Mirosław Czyżykiewicz – „Nie dorosłem do swych lat” 9. Damian Łukawski – „Inżynierowie z Petrobudowy” 10. Jacek Bończyk – „Kurwy wędrowniczki” 11. Grzegorz Bukowski – „Jeśli zechcesz odejść – odejdź” 12. Małgorzata Abramowicz – „Zastanówcie się sami” 13. Jacek Bończyk – „Bal kreślarzy” 14. Michał Łanuszka – „Samotni ludzie” 15. Kwartet ProForma – „A gdy będę umierał” 16. Kazik Staszewski, Kult – „Baranek” 17. Kwartet ProForma – „Życie erotomana” |

| Empik prezentuje dobre piosenki: Bertolt Brecht zaśpiewany |
| --- |
| 1. Cezary Studniak – „Ballada o Mackiem Majchrze” 2. Natalia Sikora – „Piosenka o księżycu z Alabamy” 3. Michał Bajor – „Mandalay” 4. Agata Klimczak – „Legenda o nieszczęsnej Evelyn Roe” 5. Bogna Woźniak, Konrad Imiela – „Ballada sutenerska” 6. Grzegorz Bukowski – „Pieśń o daremności wszelkich ludzkich poczynań” 7. Dominika Dobrosielska – „Kiedy kamień mówi” 8. Stanisława Celińska – „Tango marynarzy” 9. Damian Łukawski – „Pieśń kupca” 10. Krystyna Tkacz – „Surabaya Johnny” 11. Wojciech Kościelniak – „Ballada o smaku życia” 12. Zuzanna Wiśniewska – „Pieśń o wdowach” 13. Agnieszka Matysiak – „Pieśń o Bilbao” 14. Natalia Sikora – „Jenny Piratka” 15. Bogna Woźniak, Konrad Imiela, Cezary Studniak – „Pierwszy Finał za Trzy Grosze” 16. Kazik Staszewski – „Człowieku, jak masz żyć?” 17. Grzegorz Bukowski, Roman Kołakowski, Teatr Piosenki – „Hosanna Rockefeller” 18. Wiktor Zborowski – „Brecht 1950: Ostatnie słowa” |

| Empik prezentuje dobre piosenki: Czesław Miłosz zaśpiewany |
| --- |
| 1. Roman Kołakowski – „Campo di Fiori” 2. Natalia Sikora – „Który skrzywdziłeś” 3. Jolanta Góralczyk – „W cieniu imperium” 4. Michał Chorosiński – „Kołysanka” 5. Agata Klimczak – „Piosenka (Jakakolwiek jest boleść)” 6. Leszek Zduń – „Litość i zrozumienie” 7. Izabella Bukowska – „O aniołach” 8. Piotr Bajtlik – „Kiedy księżyc” 9. Ewa Makomaska – „Pokój” 10. Grzegorz Bukowski – „Traktat moralny” 11. Monika Węgiel – „Piosenka o porcelanie” 12. Zuzanna Zazulin, Wojciech Czerwiński – „Leć wyżej, słodki rydwanie” 13. Agata Klimczak – „Przypowieść o maku” 14. Damian Łukawski – „Na cześć Księdza Baki” 15. Jolanta Góralczyk – „Kraina pozorna” 16. Roman Kołakowski – „Ballada” 17. Teatr Piosenki – „Piosenka o końcu świata” 18. Agata Grześkiewicz – „Wiej, wichrze zimowy, wiej” |

| Empik prezentuje dobre piosenki: Władysław Broniewski zaśpiewany |
| --- |
| 1. Michał Bajor – „Bar pod zdechłym psem” 2. Roman Kołakowski – „Chwila” 3. Agata Klimczak – „Ballady i romanse” 4. Projekt Volodia – „Do widzenia, żono” 5. Grzegorz Bukowski – „Biały wiersz” 6. Agata Grześkiewicz – „O radości” 7. Paweł Lipnicki – „Wiatraki” 8. Agata Klimczak – „Poezja” 9. Damian Łukawski – „Krzyk ostateczny” 10. Projekt Volodia – „Wiersz anty-kobiecy” 11. Grzegorz Bukowski – „Biesy” 12. Przemysław Mazurek – „Co mi tam troski” 13. Mirosław Czyżykiewicz – „Noc” 14. Roman Kołakowski – „Rimbaud” 15. Marian Opania – „Broniewski. Po pierwsze…” |

| Empik prezentuje dobre piosenki: Roman Kołakowski zaśpiewany |
| --- |
| 1. Roman Kołakowski – „Pocztówka z Wrocławia 1989” 2. Edyta Geppert – „Grandola Vila Morena” 3. Michał Bajor – „Chciałbym” 4. Natalia Sikora – „Dom Wschodzącego Słońca” 5. Janusz Radek – „Nie umiałem kochać cię” 6. Justyna Steczkowska – „Kołysanka z Odessy” 7. Marian Opania – „Kwiatki z polskiej rabatki” 8. Zofia Nowakowska, Michał Gasz – „Nieśmiertelności nie odbierze na Bóg” 9. Wiktor Zborowski – „Szerszeń i żeńszeń” 10. Agata Klimczak – „Cygański refren” 11. Piotr Rogucki – „Pieśń ptaków” 12. Magdalena Kumorek – „Ej, Joe!” 13. Mirosław Czyżykiewicz – „Anioł Bezdomny” 14. Olga Bończyk – „Świt, świt” 15. Maciej Miecznikowski – „To, co masz” 16. Kinga Preis – „Na Mołdawance czas wesoło mija” 17. Kazik Staszewski, Roman Kołakowski – „Pejzaż mój kochany” 18. Roman Kołakowski – „Piosenka starych kochanków” |